# Comuna Vilne, Novomoskovsk
Vilne (în ucraineană Вільне) este o comună în raionul Novomoskovsk, regiunea Dnipropetrovsk, Ucraina, formată din satele Hașciove și Vilne (reședința).

## Demografie
Componența lingvistică a satului Vilne
     Ucraineană (86,16%)
     Rusă (13,11%)
     Alte limbi (0,11%)
Conform recensământului din 2001, majoritatea populației satului Vilne era vorbitoare de ucraineană (86,16%), existând în minoritate și vorbitori de rusă (13,11%).